# Allobates nidicola
Allobates nidicola (synoniem: Colostethus nidicola) is een kikkersoort uit de familie van de Aromobatidae. De wetenschappelijke naam van de soort is voor het eerst geldig gepubliceerd in 2003 door Janalee P. Caldwell & Albertina Pimentel Lima.
De soort is op dit moment alleen bekend van één locatie in de staat Amazonas, Brazilië maar komt waarschijnlijk op meer plaatsen voor. De eieren worden vermoedelijk in de grond begraven, de larven worden door de ouderdieren naar een waterstroom getransporteerd.